# Фрідланд (Нижня Саксонія)
Фрідланд (нім. Friedland) — сільська громада в Німеччині, розташована в землі Нижня Саксонія. Входить до складу району Геттінген.
Площа — 75,68 км2. Населення становить 14 050 ос. (станом на 31 грудня 2021).